# Нова Весь-Нотецька
Нова Весь-Нотецька (пол. Nowa Wieś Notecka) — село в Польщі, у гміні Кциня Накельського повіту Куявсько-Поморського воєводства.
Населення — 151 особа (2011).
У 1975-1998 роках село належало до Бидгощського воєводства.

## Демографія
Демографічна структура станом на 31 березня 2011 року:
|          | Загалом | Допрацездатний вік | Працездатний вік | Постпрацездатний вік |
| -------- | ------- | ------------------ | ---------------- | -------------------- |
| Чоловіки | 75      | 17                 | 55               | 3                    |
| Жінки    | 76      | 13                 | 56               | 7                    |
| Разом    | 151     | 30                 | 111              | 10                   |